# Theridion kauaiense
Theridion kauaiense là một loài nhện trong họ Theridiidae.
Loài này thuộc chi Theridion. Theridion kauaiense được Eugène Simon miêu tả năm 1900.